# Den store Ziegfeld
Den store Ziegfeld (engelska The Great Ziegfeld) är en amerikansk dramafilm från 1936 i regi av Robert Z. Leonard. Filmen handlar om Florenz Ziegfelds liv. Den belönades med tre Oscars, i kategorierna bästa film, bästa kvinnliga huvudroll och bästa koreografi. Den nominerades även i kategorierna bästa scenografi, bästa regi, bästa klippning och bästa originalmanus.

## Rollista (i urval)
- William Powell - Ziegfeld
- Myrna Loy - Billie Burke
- Luise Rainer - Anna Held
- Frank Morgan - Jack Billings
- Fannie Brice - Fannie Brice
- Virginia Bruce - Audrey Dane
- Reginald Owen - Sampston
- Ernest Cossart - Sidney
- Nat Pendleton - Sandow
- Charles Judels - Pierre
- Raymond Walburn - Sage